# Šundži Dodo
Šundži Dodo (百々 俊二, Dodo Šundži; * 1947) je japonský fotograf. Fotografoval například Kii Peninsula, Osaka, a další objekty.

## Životopis
Dodo se narodil v Ósace v roce 1947. Vystudoval výtvarná umění na univerzitě Kjušu Sangjo v roce 1970 a začal vyučovat na Tókió Šašin Senmon Gakkó (nyní Visual Arts College Tokio). O dva roky později začal pracovat jako učitel fotografie na Ósaka Šašin Senmon Gakkó; v roce 1998 byl jmenován ředitelem školy, v té době přejmenované Visual Arts College Osaka.
Dodo byl přítomen, když filmová režisérka Naomi Kawaseová, která byla nejprve jeho studentkou a později učila na Visual Arts Senmon Gakkó, měla 24. dubna 2004 v Naře své první dítě. Toto bylo natočeno jako Taračime (垂乳女) a Dodo akci fotografoval; fotografie byly vystaveny v Naře, Tokiu a Locarnu a publikovány jako Haha (花母).
Dodova kniha velkoformátových černobílých fotografií A Radiant Land: Kii Peninsula získala Výroční cenu Japonské fotografické společnosti za rok 1995; jeho pozdější sbírka velkoformátových barevných fotografií poloostrova, A Radiant Land with Thousands of Years, byla v roce 2000 vystavena v Nara City Museum of Photography. Posledně jmenované dílo mu také vyneslo cenu Nobua Iny v roce 1999.
Dodo uvedl, že hlavní vliv na něj měl fotograf Šómei Tómacu, zejména jeho série Rjúkjú „Tužka slunce“, a Jutaka Takanaši, pro způsob, jakým Takanašiho soustředění na Tokio ukázalo Dodovi jeho vlastní možnosti v Ósace. Mezi fotografy, které obdivuje, patří Robert Frank nebo William Klein.

## Ocenění
- Cena Nobua Iny, 1999.
- Hidano Kazuemon Award (Cena Higašikawy), 2011.

## Výstavy

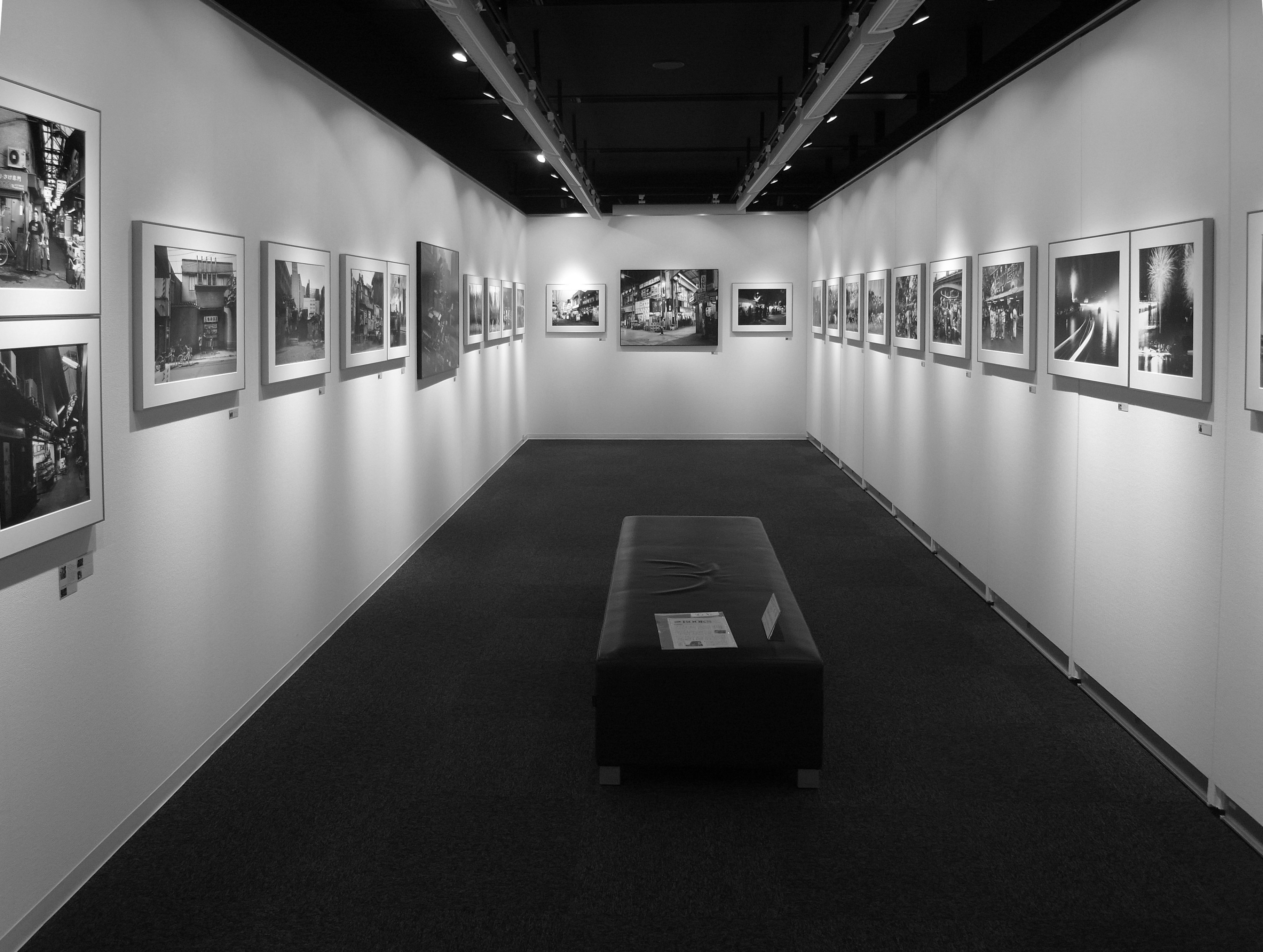
Výstava „Osaka“ v Ósackém Nikon Salonu, prosinec 2011

- 1978 "Ósaka, Tennóji". Salon Nikon (Ginza, Osaka).[2]
- 1985 "Šinsekai: Mukaši mo ima mo". Salon Nikon (Ginza, Osaka).[2][5]
- 1992 "Šujó yúraku, Bankoku". Salon Nikon (Ginza, Osaka).[2][5]
- 1995 – 96 "Rakudo Kii hantó". Konica Plaza (Šindžuku, Osaka, Sapporo).[2][5]
- 1999 "Sennen rakudo". Salon Nikon (Ginza, Osaka).[2][5]
- 2000 "Sennen rakudo Kii hantó". Městské muzeum fotografie Nara.[2][5]
- 2002 „.com New York“. Salon Nikon (Šindžuku).[2][5]
- 2004 "Šarasódžu". Galerie vizuálních umění.[2][5]
- 2006 "Haha". Galerie mimo místo (Nara).[2][5]
- 2007 "Ha ha". Galerie Focale (Nyon).
- 2007 "Haha + zelenina". Galerie Bauhaus (Tokio).[2][5]
- 2007 "Ha ha". Focale Galerie (Locarno).[2]
- 2010 "Ósaka". Salon Nikon (Ginza a Osaka).
- 2010 „Kamagasaki/Šinsekai: Život ve stínu ekonomického zázraku“. Galerie Zen Foto (Šibuya, Tokio). Fotografie Šinsekai a Kamagasaki (oba v Ósace) od Doda a Seiryú Inoue.
- 2010 "Ósaka". Tokio Out of Place (Minami Azabu, Tokio).

## Film, video
- Koproducent, The Mourning Forest (2007).[6]
- Herec, Cunagari-džuku mono (つながりゆくもの) / Things Passed Down (r. Naomi Kawase, 2009). Dodo hraje drsného otce fotografa v této dlouhé reklamě pro Nikon.

## Publikace

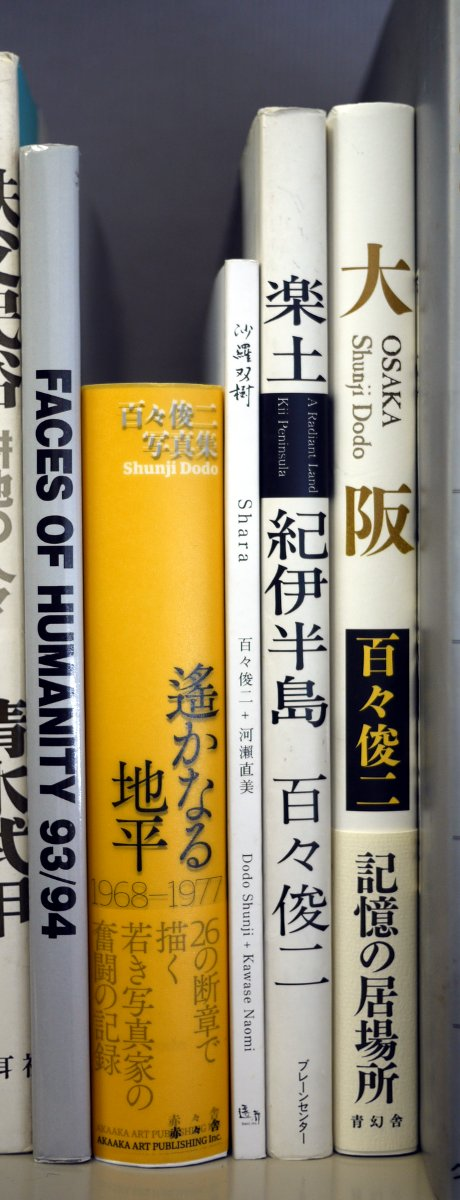
Některé fotoknihy Šundži Doda

- Chihei (地平) / Horizont. čísla 1 – 10. 1971 – 77.[7]
- Šinsekai: Mukaši mo ima mo (新世界 むかしも今も). Osaka: Chóseiša, 1986. Černobílé fotografie Šinsekai, Osaka. (japonsky)
- Horizont, 1993. Společné dílo.[7]
- Šašin "Ningen no mači" 93/94 (写真[人間の街]93/94) / Faces of Humanity 93/94. Editoval Šundži Dodo, George Hašiguči a Naomi Yanagimoto. Publikováno redakcí (na jejich příslušných adresách), 1994. (japonsky a anglicky) Velká část textu je v angličtině i japonštině. Na str. 156 – 65 Dodo představuje svůj vlastní seriál „Kaosu 1969 – 1970“ (カオス 1969・1970), fotografie lidí z amerických vojenských základen a protestů proti nim.
- Rakudo: Kii hantó (楽土 紀伊半島) / A Radiant Land: Kii Peninsula. Ósaka: Brain Center, 1995. Velkoformátové černobílé fotografie poloostrova Kii. (japonsky a anglicky)
- Sennen rakudo (千年楽土) / Zářivá země s tisíci lety. Ósaka: Brain Center, 2000. Velkoformátové barevné fotografie poloostrova Kii. (japonsky a anglicky)
- Šarasódžu (沙羅双樹) / Šara. Nara: Sento/Kumie, 2003. S Naomi Kawase; černobílé fotografie z natáčení a poznámky k produkci Kawaseova filmu Šara. (japonsky a anglicky)
- Haha (花母). Nara: Galerie mimo místo, 2006.
- Saien + sakura (菜園＋サクラ) / Zeleninová zahrada, Sakura. Ósaka: Vacuum Press, 2009. Černobílé fotografie produktů Dodovy zeleninové zahrady a třešňových květů. (japonsky a anglicky)
- Ósaka (大阪/ Ósaka. Kjóto: Seigenša, 2010. Velkoformátové černobílé fotografie Ósaky. (japonsky a anglicky)
- Haruka na čihei (遙かなる地平/ Horizont daleko a daleko 1968–1977. Tokio: Akaakaša, 2012. Četné série Dodových starších fotografií. (japonsky a anglicky)
- Nihonkai (日本海/ Japonské moře. Tokio: Akaakaša, 2014. Fotografie pobřežní oblasti Japonského moře. (japonsky a anglicky)
- Sorahoderi no mači (空火照の街/ Záře města. Tokio: Případ, 2019. (japonsky a anglicky)